# Вилхелм III фон Монфор-Брегенц
Вилхелм III/IV фон Монфор-Брегенц (на немски: Wilhelm III, Graf von Montfort-Bregenz; Wilhelm IV. Graf von Montfort; † 19 октомври 1368, Виена) е граф на Монфор-Брегенц.

## Произход
Той е син на граф Вилхелм II фон Монфор-Брегенц/III († 16 юни 1373/14 юни 1374) и първата му съпруга с неизвестно име. Баща му се жени втори път 1354 г. за графиня Урсула фон Пфирт († сл. 5 май 1367), вдовица на граф Хуго фон Хоенберг († 26 май 1354), дъщеря на граф Улрих III фон Пфирт († 1324) и Жана Бургундска от Дом Шалон († 1349).
Внук е на Вилхелм I фон Монфор-Брегенц в Тетнанг († 1348/1350) и третата му съпруга Кунигунда фон Раполтщайн († сл. 1315). Брат е на граф Конрад фон Монфор-Брегенц († 1387) и на сестра († сл. 1354), омъжена за Хайнрих фон Ротенбург. Полубрат е на граф Хуго XII/IX фон Монфор фон Монфор-Брегенц и Пфаненберг († 1423).

## Фамилия
Вилхелм III/IV фон Монфор-Брегенц се жени пр. 9 февруари 1367 г. за графиня Урсула фон Хоенберг-Ротенбург (* 24 август 1352/1354; † сл. 1380), дъщеря на Хуго фон Хоенберг († 1354) и Урсула фон Пфирт († 1367), втората съпруга на баща му. Бракът е бездетен.
Вдовицата му Урсула фон Хоенберг се омъжва ок. 1370 г. втори път за ландграф Еберхард IV фон Щюлинген, бургграф на Тирол († 15 януари 1380).